# Campionati europei di dressage 1979
I Campionati europei di dressage 1979 si sono svolti ad Århus, in Danimarca. 

## Podi
| Evento           | Oro               | Argento                 | Bronzo      |
| Gara individuale | Elisabeth Theurer | Christine Stückelberger | Harry Boldt |
| Gara a squadre   | Germania Ovest    | Unione Sovietica        | Svizzera    |

## Medagliere
| Posiz. | Nazione          | Oro | Argento | Bronzo | Totale |
| ------ | ---------------- | --- | ------- | ------ | ------ |
| 1      | Germania Ovest   | 1   | 0       | 1      | 2      |
| 2      | Austria          | 1   | 0       | 0      | 1      |
| 3      | Svizzera         | 0   | 1       | 1      | 2      |
| 4      | Unione Sovietica | 0   | 1       | 0      | 1      |
| Totale | Totale           | 2   | 2       | 2      | 6      |